# الحرب الأهلية الأفغانية (1989–1992)
الحرب الأهلية الأفغانية هي حرب أهلية دارت رحاها في أفغانستان وكان سببها هو تأزم الوضع بين الفصائل الأفغانية المختلفة المحاربة ضد الغزو السوفيتي لأفغانستان في الثمانينات بعد النجاح في إخراج السوفيت. ثم انفجر الوضع مع بدء السباق إلى كابل عاصمة أفغانستان عام 1992 وسعي جميع الأطراف المتشاركة في الحكم إلى الاستئثار بكعكة السلطة.

من المخالف للواقع القول بأن الصراع الأفغاني كان وليد الخلافات الناشئة عن سقوط حكومة محمد نجيب الله ودخول أحمد شاه مسعود إلى كابل، ورغبة قلب الدين حكمتيار في فرض رؤيته للحكم، أو تشبث برهان الدين رباني بالسلطة، فهذا يدخل في باب تسطيح الأزمة، إذ أن الأزمة تضرب بجذروها بعيدًا في الستينيات. والصراع يضرب بجذوره في التاريخ.

و المشكلة العرقية في أفغانستان ليست شيئًا جديدًا أو طارئًا، ففي بلد كأفغانستان تصبح الأزمة العرقية واقعًا حياتيًا مُعاشًا.

في 1992 اقتتل المجاهدون، وقضوا بأيديهم على الشجرة التي غرسوها قبل أن تأتي بثمارها. واستمرت الحرب سجالًا بين الطرفين حتى جاءت حركة طالبان في 1996 لتفرض نفوذها على معظم البلاد. لتتحول الحرب الأهلية إلى مصادمات مسلحة متفرقة بين جماعة طالبان وجماعة التحالف الشمالي.

## التقسيم الإثنيلأفغانستان
تقع أفغانستان في ملتقى الحضارات الفارسية والهندية، كما أنها قريبة من التأثيرات التركية والمغولية، الأمر الذي أدى إلى كونها موطن أعراق متعددة.

الإثنية الأكبر عدداً في أفغانستان هي إثنية البشتون وهم قبائل محاربة من أصول فارسية غير أنهم عرق متميز يسكن أفغانستان وأجزاء من باكستان، ويتحدث اللغة البشتونية.

و كانت مدينة قندهار الأفغانية عبر التاريخ حاضرة مدن البشتون.

و العرقية التالية للعرقية البشتونية تعداداً ونفوذاً هي العرق الطاجيكي، وهؤلاء فرس يتحدثون الفارسية الدارية، ويُعد وادي بانشير قطبهم التاريخي.

و يُضم إليهم خطأ عرق آخر يعيش في أفغانستان وهم الفاراسون.

يليهم الأوزبك وهم عرق تركي يشترك في أصوله الإثنية مع سكان أوزبكستان المجاورة لأفغانستان، والهزارة وهم عرق يتحدر من أصول مغولية، والأيمق وهم من الأعراق الفارسية.

و تقليدياً كان الحكم بيد الملوك البشتون يعاونهم في ذلك مجلس اللوياجيركة أو المجلس القبلي الكبير والذي تسيطر عليه الإثنية البشتونية. فيما اتجهت الأقليات الأخرى إلى مزاولة أعمال أقل تأثيراً في شؤون الحكم والسلطان.

إلا أن سيطرة الملوك البشتون لم تكن ثابتة في أفغانستان فالغزو البريطاني لأفغانستان تسبب في ظهور زعامات أخرى بين الأقليات الإثنية، وأضعف القبضة المسيطرة للملوك البشتون.
و في ستينيات القرن العشرين أصبح للأقليات دور كبير، ولم تعد تقبل البقاء خارج معادلة السلطة، فظهرت بينها زعامات دينية مثل برهان الدين رباني الطاجيكي، وكانت الزعامات الدينية في أفغانستان على اتفاق كبير ضمن الجمعية الإسلامية التي أسسها نيازي عبد الرحيم.

ثم جاءت سنوات الجهاد الأفغاني ضد الغزو السوفيتي لأفغانستان فتسببت في قلب معادلات الأقلية والأغلبية؛ إذ انسحبت نسبة كبيرة من البشتون إلى خارج أفغانستان بينما تمترست أقليات كـ الطاجيك داخلها.

و إضافة إلى التقسيم الإثني المعقد لأفغانستان فهناك أيضاً التقسيم المذهبي، وغالبية الأفغان سنة إلا أن عرقية الهزارة شيعة، وما نسبته عشرة بالمائة من الطاجيك هم كذلك أيضاً.

كما توجد في أفغانستان طوائف إسماعيلية، وفيها نسبة من السيخ.

## الشيوعيةفيأفغانستان
تحوّلت أفغانستان إلى الشيوعية في 1978 بسبب انقلاب نور محمد ترقي على السردار محمد داوود خان وإعلانه الحكم الشيوعي في البلاد.

و لم يلقَ هذا التحول قبولاً كبيراً عند السواد الأعظم من الأفغان الذين يفتقرون إلى التعليم، ويدينون بالولاء للقبيلة لا الدولة. كما لم يحظَ بقبول واسع بين الطلاب في كابول آنذاك والذين انخرطوا في نشاطات معادية للنظام.

و كان الحكم الشيوعي في أفغانستان ممثلاً بالحزب الحاكم، حزب الشعب الماركسي الديموقراطي الذي انقسم إلى حزبي خلق (الشعب) بزعامة نور محمد ترقي وحفيظ الله أمين وبارشام (الراية) بزعامة بابراك كرمال، وانقسمت البلاد بالخلافات بين الحزبين. و لم يكن مستقراً بسبب الانتفاضات الشعبية والطلابية الكثيرة ضد نظام الحكم رغم اشتداده في مطاردة المتمردين. وأكبر هذه الانتفاضات كان في نورستان.

و بعد قتل نور محمد ترقي واستيلاء حفيظ الله أمين على السلطة في 1979 لم يمر وقت طويل حتى دخل بابراك كرمال كابل على متن دبابة سوفيتية ليبدأ الغزو السوفيتي لأفغانستان وينطلق الجهاد الأفغاني ضد هذا الاحتلال.

و كانت الجمعية الإسلامية قد انقسمت بدورها إلى الحزب الإسلامي بزعامة قلب الدين حكمتيار والجمعية الإسلامية بزعامة برهان الدين رباني على خلفية خلافات إثنية وسياسية.

## سنوات الجهاد
لم يدخل الأفغان الجهاد كلحمة واحدة، وفصيل واحد، بل قاتلوا ضد السوفيت في جماعات مختلفة تتبع أحزاباً سبعة كبرى، وأحزاباً أخرى صغيرة.

و لم تكن جهود هذه الجماعات مركزة ضد السوفيت والحكومة الشيوعية في كابل فقط، بل إن كل فصيل كان يضرب الفصيل الآخر ضربات موجعة ليضعفه. ومع دخول وكالة المخابرات المركزية الأمريكية في الصراع، كان حتمياً توسع شق الخلاف بين الإخوة الأعداء.

و حين اقترب خروج السوفيت من أفغانستان أطاحت مذبحة فرخار بحكومة المجاهدين، وأعادت المفاوضات بينهم إلى نقطة الصفر.

## الطريق إلى كابل
خرج السوفيت من أفغانستان في 1989 لكنهم تركوا حكومة شيوعية قوية يقودها سياسي محنك هو محمد نجيب الله فبقي الطريق إلى كابل غير ممهد أمام المجاهدين، إذ أن الرئيس السابق للشرطة السرية خاد كان مناوراً بارعاً أقر مجموعة من القوانين لاسترضاء المجاهدين، فأعلن أن أفغانستان دولة مسلمة تخضع لقوانين الإسلام، وأمر بإيقاف مظاهر التغريب والعداء للدين والرموز الدينية.

كما فاوض المجاهدين مستغلاً خلافاتهم الداخلية المستعرة، لاعباً على عدة محاور في الوقت عينه، إذ أنه استفاد من الخلافات الإثنية، والمذهبية، كما حاول اغتيال بعض قادة المجاهدين، وعرض عليهم التسوية.

بقي نجيب الله يناور حتى 1992، ومع قيام الأمم المتحدة بإرسال مبعوث لها هو بينون سيفان للتوفيق بين المجاهدين والحكومة في صيغة تقاسم للسلطة، فإن نظامه حصل على دعم إضافي، غير أن تمرد أحد جنرالاته وهو الجنرال عبد المؤمن واستيلائه على سامنغان وقيامه بقطع الإمدادات عن كابل أدّى إلى قلب المقاييس؛ إذ أن أحمد شاه مسعود استغل هذه الفرصة وقام بدعم تمرد الجنرال عبد المؤمن، كما واصل اتصالاته داخل النظام، واستفاد أيضاً من تمرد الجنرال عبد الرشيد دوستم الأمر الذي مهّد له وحده الطريق إلى كابل.

غير أن مسعود لم يكن صاحب الاتصالات الوحيد داخل النظام فقلب الدين حكمتيار كانت له حساباته أيضاً، والولايات المتحدة الأمريكية وباكستان لهم حساباتهم الخاصة.

و أخيراً، اتفق المجاهدون على صيغة لدخول كابل فيكون صبغة الله مجدّدي رئيساً لمدة شهرين، يليه في الرئاسة برهان الدين رباني أربعة أشهر، وتذهب رئاسة الوزراء إلى قلب الدين حكمتيار ووزارة الدفاع إلى أحمد شاه مسعود.

دخل المجاهدون كابل أخيراً، واحتل المسلحون العاصمة الأفغانية التي كانت حاضرة التمدن، وتضخّمت الخلافات بين أطراف الحكومة مع تمسّك برهان الدين رباني بالسلطة، ورفض قلب الدين حكمتيار الدخول إلى كابل وقبول صيغة التراضي، كما تضخّمت خلافاته مع أحمد شاه مسعود بشأن تسليح الفصائل، وسيطرة وزارة الدفاع على كابل.

وصلت الخلافات إلى نقطة مسدودة، فبدأ قلب الدين حكمتيار يعاونه عبد الرشيد دوستم في قصف كابل الأمر الذي أدّى إلى تدميرها، وردّت عليهم قوات أحمد شاه مسعود فانفجرت الحرب الأهلية الأفغانية مخلّفة الدمار الهائل الذي لا تزال أفغانستان تعاني منه إلى اليوم، والتمزّق العرقي الشديد غير القابل للرجوع.

## طالبان
كان طلاب العلوم الدينية البشتون القادمون من قندهار إحدى الجماعات التي قاتلت ضد السوفيت في أفغانستان، تحصّلت على دعم غربي أمريكي بمساعدة باكستان التي سمحت بتدريبهم داخل أراضيها، ومع انفلات البلاد الأمني، وغياب القانون في ظل الحرب بين الإخوة الأعداء استولى رجال طالبان على ولاية قندهار وفرضوا فيها القوانين الإسلامية، ثم واصلوا زحفهم باتجاه كابل لتحريرها.

حاول أحمد شاه مسعود التفاوض معهم بعد بروزهم كقوة سياسية وعسكرية كبرى، غير أن طالبان اتهمته بالغدر برجالها، واتهمها هو بمحاولة قتله. ومن البديهي أن تلك المفاوضات فشلت لاختلاف الأرضية الفكرية بين الفريقين، وكذلك للخلافات العرقية.

دعم قلب الدين حكمتيار وعبد الرشيد دوستم حركة طالبان في البداية، لكن طالبان سرعان ما انقلبت على رفاقها، فطاردتهم، وحاولت اغتيالهم، الأمر الذي أدّى بحكمتيار إلى التحالف مع مسعود في اللحظة الأخيرة. التحالف الذي فشل، وانتهى بهروب حكمتيار إلى إيران، وعبد الرشيد دوستم إلى أوزبكستان، وبقيّة قادة المجاهدين إلى الخارج، وانسحاب أحمد شاه مسعود إلى وادي بانشير حيث تحصّن ضد طالبان ليبدأ قتاله ضدها.

## الحصاد المر
انتهت الحرب الأهلية الأفغانية رسمياً بـ الغزو الأمريكي لأفغانستان على خلفية أحداث 11 سبتمبر، ومجيء حكومة جديدة بتدخّل أمريكي مباشر في 2001، لكن شأفة طالبان والخلافات الإثنية في أفغانستان لم تُستأصل.

أحمد شاه مسعود قُتل، ملا عمر مفقود، قلب الدين حكمتيار مفقود، قادة المجاهدين بين شريد وقتيل، والأهم من ذلك، الشعب الأفغاني الذي لم يستعد حياته الطبيعية إلى الآن، ولا زال يرزح بين قتيل وشريد بعد خمس سنوات من حكم الديموقراطية الأمريكية التي لم تستطع إبعاد شبح طالبان والمواجهات الدامية بين الأفغان، كما أبقت أفغانستان رهن تجاذبات اللاعبين الكبار في السياسة الدولية.

## مواضيع ذات صلة
الجهاد الأفغاني

الجمعية الإسلامية

الحزب الإسلامي

حركة طالبان

الغزو السوفيتي لأفغانستان

الغزو الأمريكي لأفغانستان

صبغة الله مجددي

برهان الدين رباني

قلب الدين حكمتيار

أحمد شاه مسعود

عبد الرشيد دوستم